# Gilmore Girls (4.ª temporada)
A quarta temporada de Gilmore Girls, uma série de televisão de comédia dramática americana, começou a ser exibida em 23 de setembro de 2003 na The WB. A temporada terminou em 18 de maio de 2004, após 22 episódios. A temporada foi ao ar nas noites de terça-feira.

## Enredo
Lorelai deixa seu emprego como gerente do Independence Inn, percebendo sua ambição de abrir uma pousada própria, The Dragonfly, com sua melhor amiga, Sookie. Mas vários contratempos tornam a renovação da nova pousada mais difícil do que Lorelai poderia imaginar. Lorelai e Sookie começam um negócio de catering para ajudar a pagar as despesas, o que torna tudo mais difícil porque Sookie está grávida. Enquanto isso, Rory está se adaptando à sua nova vida na Universidade de Yale, lidando com as provações e tribulações que vêm com a vida na faculdade. O estresse do meio acadêmico está ligado a ter que lidar com seus colegas estudantes excêntricos, especialmente seus colegas de quarto, e a pressão de realizar seu sonho de se tornar uma jornalista. Enquanto isso, as garotas Gilmore ainda têm que lidar com os pais de Lorelai todas as sextas-feiras à noite, os homens de amor passam e as relações daqueles que entram e saem de Stars Hollow.

## Elenco

### Principal
- Lauren Graham como Lorelai Gilmore
- Alexis Bledel como Rory Gilmore
- Melissa McCarthy como Sookie St. James
- Scott Patterson como Luke Danes
- Keiko Agena como Lane Kim
- Yanic Truesdale como Michel Gerard
- Liza Weil como Paris Geller
- Sean Gunn como Kirk Gleason
- Chris Eigeman como Jason Stiles
- Kelly Bishop como Emily Gilmore
- Edward Herrmann como Richard Gilmore

### Recorrente
- Jared Padalecki como Dean Forester
- Milo Ventimiglia como Jess Mariano
- Jackson Douglas como Jackson Belleville
- Liz Torres como a senhorita Patty
- Emily Kuroda como a Sra. Kim
- Sally Struthers como Babette Dell
- Ted Rooney como Morey Dell
- Michael Winters como Taylor Doose
- Todd Lowe como Zach Van Gerbig
- John Cabrera como Brian Fuller
- Wayne Wilcox como Marty
- Sebastian Bach como Gil
- Danny Strong como Doyle McMaster
- Kathleen Wilhoite como Liz Danes
- Michael DeLuise como TJ

### Convidado
- Teal Redmann como Louise Grant
- Shelly Cole como Madeline Lynn
- David Clayton Rogers como Trevor

## Episódios
| N.º na série                                                                                  | N.º na temp. | Título                                                | Dirigido por          | Escrito por                             | Exibição original       | Cód. de produção | Audiência (milhões) |
| --------------------------------------------------------------------------------------------- | ------------ | ----------------------------------------------------- | --------------------- | --------------------------------------- | ----------------------- | ---------------- | ------------------- |
| 66                                                                                            | 1            | "Ballrooms and Biscotti"                              | Amy Sherman-Palladino | Amy Sherman-Palladino                   | 23 de setembro de 2003  | 176151           | 5.2                 |
| 67                                                                                            | 2            | "The Lorelais' First Day at Yale"                     | Chris Long            | Daniel Palladino                        | 30 de setembro de 2003  | 176152           | 3.9                 |
| 68                                                                                            | 3            | "The Hobbit, the Sofa and Digger Stiles"              | Matthew Diamond       | Amy Sherman-Palladino                   | 7 de outubro de 2003    | 176153           | 4.9                 |
| 69                                                                                            | 4            | "Chicken or Beef?"                                    | Chris Long            | Jane Espenson                           | 14 de outubro de 2003   | 176154           | 5.5                 |
| 70                                                                                            | 5            | "The Fundamental Things Apply"                        | Neema Barnette        | John Stephens                           | 21 de outubro de 2003   | 176155           | 5.5                 |
| 71                                                                                            | 6            | "An Affair to Remember"                               | Matthew Diamond       | Amy Sherman-Palladino                   | 28 de outubro de 2003   | 176156           | 5.2                 |
| 72                                                                                            | 7            | "The Festival of Living Art"                          | Chris Long            | Daniel Palladino                        | 4 de novembro de 2003   | 176157           | 4.7                 |
| Nota: Este episódio ganhou um Emmy Award, por Outstanding Makeup for a Series.                |              |                                                       |                       |                                         |                         |                  |                     |
| 73                                                                                            | 8            | "Die, Jerk"                                           | Tom Moore             | Daniel Palladino                        | 11 de novembro de 2003  | 176158           | 4.9                 |
| 74                                                                                            | 9            | "Ted Koppel's Big Night Out"                          | Jamie Babbit          | Amy Sherman-Palladino                   | 18 de novembro de 2003  | 176159           | 5.2                 |
| 75                                                                                            | 10           | "The Nanny and the Professor"                         | Peter Lauer           | Scott Kaufer                            | 20 de janeiro de 2004   | 176160           | 4.1                 |
| 76                                                                                            | 11           | "In the Clamor and the Clangor"                       | Michael Grossman      | Sheila R. Lawrence, Janet Leahy         | 27 de janeiro de 2004   | 176161           | 4.4                 |
| 77                                                                                            | 12           | "A Family Matter"                                     | Kenny Ortega          | Daniel Palladino                        | 3 de fevereiro de 2004  | 176162           | 4.9                 |
| 78                                                                                            | 13           | "Nag Hammadi Is Where They Found the Gnostic Gospels" | Chris Long            | Amy Sherman-Palladino                   | 10 de fevereiro de 2004 | 176163           | 4.6                 |
| 79                                                                                            | 14           | "The Incredible Sinking Lorelais"                     | Stephen Clancy        | Amy Sherman-Palladino, Daniel Palladino | 17 de fevereiro de 2004 | 176164           | 4.8                 |
| 80                                                                                            | 15           | "Scene in a Mall"                                     | Chris Long            | Daniel Palladino                        | 24 de fevereiro de 2004 | 176165           | 4.8                 |
| 81                                                                                            | 16           | "The Reigning Lorelai"                                | Marita Grabiak        | Jane Espenson                           | 2 de março de 2004      | 176166           | 5.0                 |
| 82                                                                                            | 17           | "Girls in Bikinis, Boys Doin' The Twist"              | Jamie Babbit          | Amy Sherman-Palladino                   | 13 de abril de 2004     | 176167           | 4.5                 |
| 83                                                                                            | 18           | "Tick, Tick, Tick, Boom!"                             | Daniel Palladino      | Daniel Palladino                        | 20 de abril de 2004     | 176168           | 4.2                 |
| 84                                                                                            | 19           | "Afterboom"                                           | Michael Zinberg       | Sheila R. Lawrence                      | 27 de abril de 2004     | 176169           | 4.3                 |
| 85                                                                                            | 20           | "Luke Can See Her Face"                               | Matthew Diamond       | Amy Sherman-Palladino, Daniel Palladino | 4 de maio de 2004       | 176170           | 4.2                 |
| 86                                                                                            | 21           | "Last Week Fights, This Week Tights"                  | Chris Long            | Daniel Palladino                        | 11 de maio de 2004      | 176171           | 4.6                 |
| 87                                                                                            | 22           | "Raincoats and Recipes"                               | Amy Sherman-Palladino | Amy Sherman-Palladino                   | 18 de maio de 2004      | 176172           | 5.5                 |
| Em 2009, o TV Guide classificou este episódio em #75 na sua lista dos 100 melhores episódios. |              |                                                       |                       |                                         |                         |                  |                     |